# Jean Tousseul

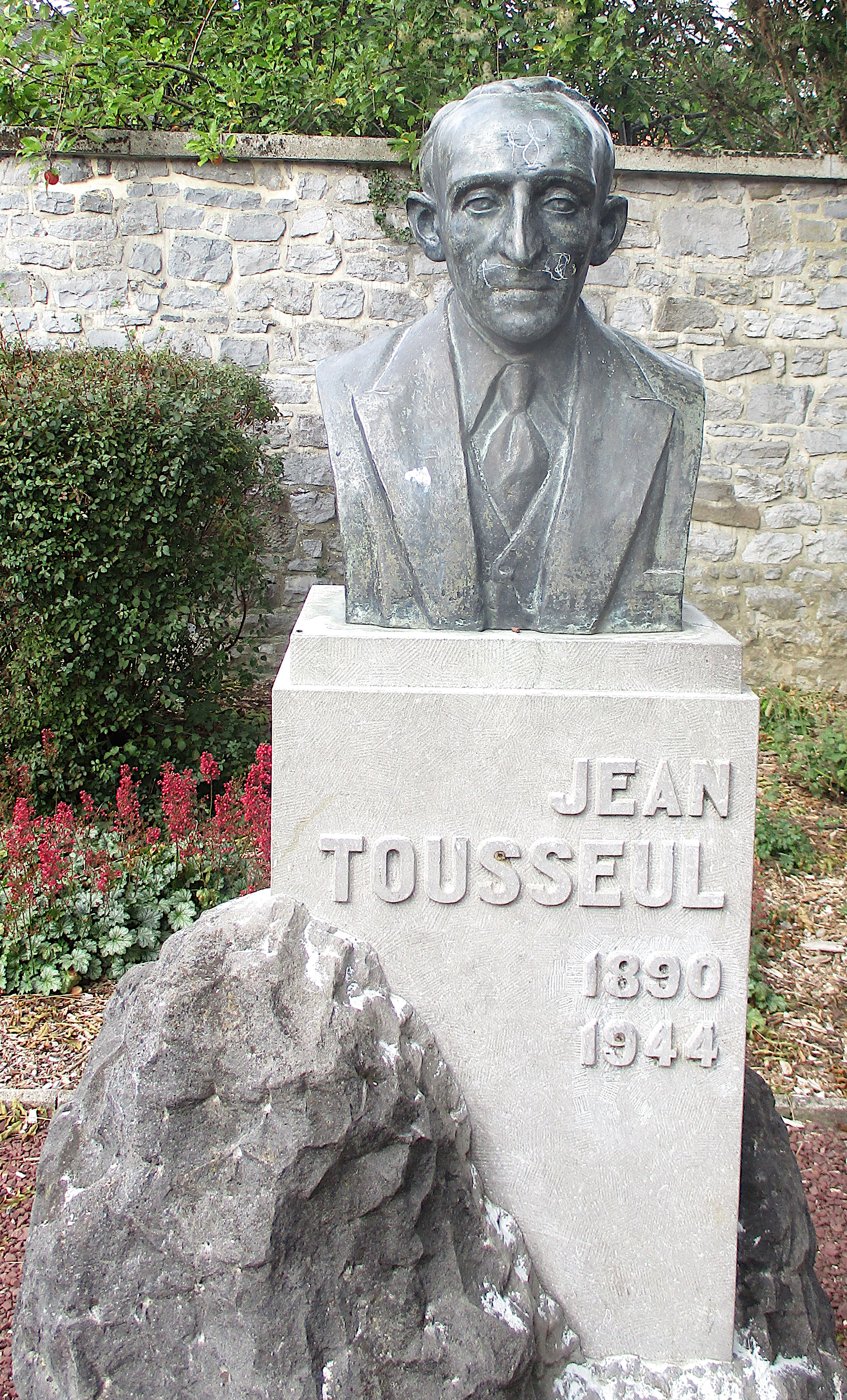
Beeld van Jean Tousseul in Seilles (Andenne)

Jean Tousseul, pseudoniem van Olivier Degée (Landenne, 7 december 1890 - Seilles, 9 februari 1944 ) is een Belgisch schrijver.
Vaak wordt zijn werk, dat zich afspeelt in de Maasvlaktes en gaat over kleine mensen en sfeer, naast dat van Hubert Krains, Hubert Stiernet, Edmond Glesener en Arsène Soreil geplaatst. 
Zijn werk werd in meerdere talen vertaald. 

## Biografie
Tousseul wenste niet in de literaire kringen en salons te vertoeven en weigerde enige samenwerking tijdens de bezetting door Duitsland in de Tweede Wereldoorlog.
Hij werd in 1941 benoemd tot conservator van het museum van Mariemont. Nadat tuberculose werd vastgesteld verhuisde hij naar een molen in Seilles om te sterven. Zijn wens was om in Landenne begraven te worden, waar hij nu ligt. 

## Zijn belangrijkste werken
- De saga van Jean Clarembaux in 5 delen.
  - Le Village gris
  - Le Retour
  - L'Éclaircie
  - La Rafale
  - Le Testament
- Humbles visages
- Almanach
- Tablettes
- Feuillets rustiques
- Vieilles images
- Méditations sur la Guerre
- Images et Souvenirs
- Silhouettes et Croquis
- Au bord de l’eau, (Novelle)
- La Mouette, (Novelle)
- Les oiseaux de passage, (Novelle)
- Le masque de tulle, (Novelle)
- La Croix sur la Bure, (Novelle)
- La Roche de la Mère Dieu, (Novelle)
- Lutins, (Novelle)
- La fée Claudine ou les délices de Mariemont, Librairie Debray, 1962, (Novelle)

## Erkentelijkheid
- De driejaarlijkse prijs van de roman van De Franse gemeenschap van België voor "Le masque de tulle"
- In 1995 werd hij door het Institut Jules Destrée verkozen bij de "100 Walen van de eeuw".
- Het Koninklijk Atheneum van Andenne draagt zijn naam.
- Een plein in Seilles en een straat in Landen en Landenne dragen zijn naam.